# Walenty Wańkowicz
Walenty Wilhelm Wańkowicz (biélorusse : Валянцін Ваньковіч) est un peintre d’origine polonaise né le 14 février 1799 à Kałużyce (pl) près de Minsk et mort le 12 mai 1842 à Paris. Ancien élève de l'école de peinture de l'Université de Vilnius, il est considéré comme un représentant du classicisme et du romantisme. L'œuvre de Walenty Wańkowicz est particulièrement connue en Pologne, Biélorussie et Lituanie.

## Biographie
Wańkowicz est né dans la région de Minsk et issue de la noblesse polonaise. Il fit ses études à l'Université de Vilnius à partir de 1818. À partir de 1925, il part étudier à l'Académie des Arts de Saint-Pétersbourg. Pendant cette période, il s’associe avec des personnalités du Congrès polonais. Après 1929, il retourne à Minsk et devient membre de l'Académie en 1832. À partir de 1839, il part à l'étranger, d’abord à Dresde puis divers centres artistiques à Berlin, Munich, Strasbourg, puis Paris à partir de 1841. Il est enterré au cimetière de Montmartre.

## Œuvres
Wańkowicz a peint principalement des portraits et des miniatures. Il a aussi réalisé des tableaux religieux et historiques de la période napoléonienne. Il a utilisé des éléments classiques et romantiques.
Quelques œuvres :
- Portrait d'Adam Mickiewicz
- Portrait de Alexandre Pouchkine
- Portrait de Maria Szymanowska
- Portrait d’ Antoni Gorecki

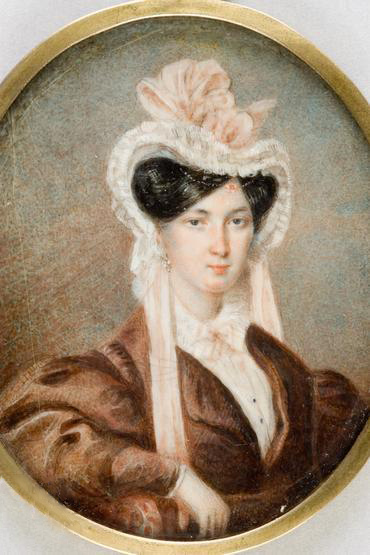
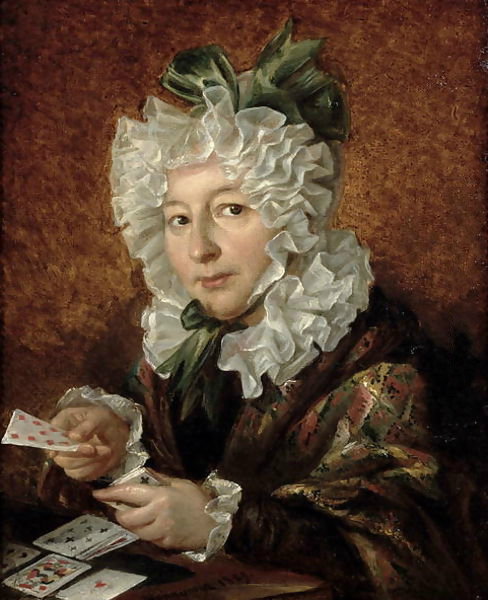
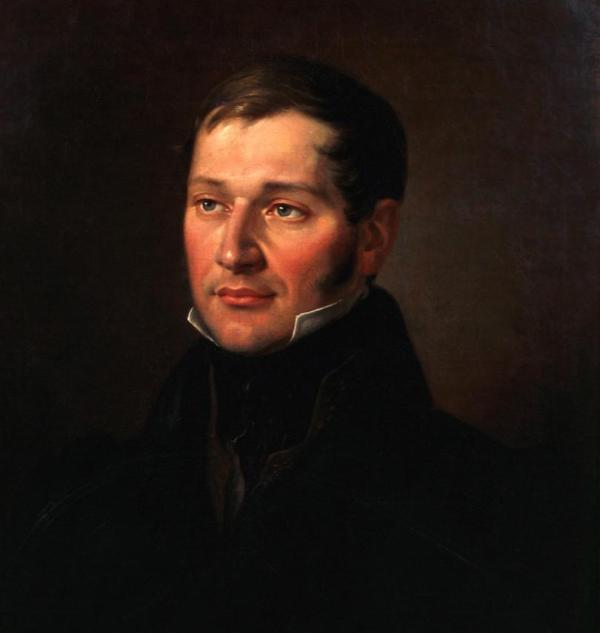

- Allégorie de Napoléon, "Napoléon devant le feu"

## Postérité
Le manoir de Wańkowicz, ancienne résidence familiale de Minsk, est depuis 2000 un musée consacré au peintre. Actuellement, les Polonais et les Biélorusses s'identifient tous deux l’héritage culturel de l’artiste, demontré par les nombreuses publications professionnelles dans le domaine de l'histoire de la culture et de l'art qui décrivent le peintre comme un artiste d’héritage polonais ou biélorusse.